# Museo archeologico di Almyros
Il Museo archeologico di Almyros (Αρχαιολογικό Μουσείο Αλμυρού) è un museo archeologico di Almyros, in Grecia. Fu costruito all'inizio del XX secolo da Othrys, Filarchaeos Etaireia Almyrou, un'organizzazione locale senza fini di lucro, che è stata proprietaria del museo fino agli anni 1950. Attualmente è di proprietà del Ministero della Cultura e dello Sport della Grecia.
Il museo espone manufatti locali e reperti del Neolitico, del periodo miceneo, geometrico, classico ed ellenistico, fino alla tarda età romana. Il Museo e il ginnasio che è di fronte sono gli edifici più antichi della zona e hanno patito ingenti danni dal terremoto del 1980.